# Попасть в десятку (фильм)
«Попа́сть в деся́тку» (англ. Starter for 10) — британская комедийная драма 2006 года режиссёра Тома Вона, снятая по сценарию Дэвида Николса, ставшая адаптацией его романа Попасть в десятку. Джеймс Макэвой снялся в фильме в роли студента университета, получившего место в команде-участнице телевикторины «Университетский вызов». Премьера состоялась на международном кинофестивале в Торонто в сентябре 2006 года, фильм был выпущен в Великобритании и Ирландии 10 ноября 2006 года, а в Канаде и США 23 февраля 2007 года.

## Сюжет
Действие комедии происходит в 1985 году, это история злоключений Брайана Джексона, первокурсника и информационной губки. С самого детства в семье рабочего класса в Саутенд-он-Си Брайан любил интеллектуальную телевикторину «Университетский вызов», чья знаменитая фраза — «Попасть в десятку» — и дала название фильму. Вскоре после прибытия в Бристольский университет Брайан присоединяется к их команде «Университетского вызова» и тут же влюбляется в свою сокомандницу гламурную девушку Элис, хотя ему, возможно, более комфортно с политически сознательной Ребеккой. Брайан оказывается зажат между его новым высоколобым окружением в Бристоле, старыми прямолинейными друзьями и семьёй.

## В ролях
- Джеймс Макэвой — Брайан Джексон
- Элис Ив — Элис Харбинсон
- Ребекка Холл — Ребекка Эпстейн
- Доминик Купер — Спенсер
- Джеймс Корден — Тони
- Саймон Вудс — Джош
- Кэтрин Тейт — Джули Джексон
- Илэйн Тан — Люси Чанг
- Чарльз Дэнс — Майкл Харбинсон
- Линдси Дункан — Роуз Харбинсон
- Бенедикт Камбербэтч — Патрик Уоттс
- Марк Гейтисс — Бамбер Гаскойн
- Джеймс Гаддас — Мистер Джексон
- Джон Хеншоу — Дез

Доминик Купер и Джеймс Корден были в роли одноклассников из семей рабочего класса в театральной постановке «Любители истории» и в её киноверсии.

## Создание
Несмотря на то, что действие происходит в Бристольском университете, для съёмок были использованы основной двор и аудитории Густава Така Университетского колледжа Лондона. Здание студенческого союза Бристольского университета на самом деле университетская Школа Химии. Телестудия канала Гранада ТВ на самом деле находится на задворках телевизионного центра Би-би-си: коридор (на самом деле ведущий к парковке BBC Multi Storey) на один день был переоборудован для съемок в 2005 году с добавлением логотипа Гранады и фотографий бывших звёзд. Здания в конце, возле которых состоялась демонстрация, в которой Брайан рассказывает Ребекке насколько он её любит, это дома королевы Марии и короля Вильгельма в Университете Гринвича. Дом Брайана показан как причудливый приморский коттедж, якобы расположенный в Уэстклифф-он-Си. Эти сцены на самом деле были сняты в небольшой деревне Джейвик, около Клактон-он-Си, имеющей небольшое сходство с экранным изображением настоящего Уэстклиффа. Пирс Клактона был использован для съёмки сцены на пирсе в Саутенд-он-Си.

## Отзывы
Фильм получил положительные отзывы. На сайте Rotten Tomatoes фильм имеет рейтинг 90 %, основанный на 81 рецензиях: «Попасть в десятку — энергичная подростковая история, которая остаётся очаровательной и остроумной даже когда сворачивает на не освещённую территорию. Интеллектуальная викторина, на которой завязан сюжет, делает фильм остроумнее любой другой среднестатистической романтической комедии».

## Награды и номинации
В общей сложности, в период между 2006 и 2007 годами, фильм был номинирован на четыре премии, одну из которых он выиграл:
- 2006 — «Кинофестиваль в Остине»: приз зрительских симпатий (Том Вон и Дэвид Николлс)
- 2006 — номинация на «Премию британского независимого кино»: приз Дугласа Хикокса за лучший режиссёрский дебют (Том Вон)
- 2007 — номинация на кинопремию «Империя»: лучший британский фильм
- 2007 — номинация на кинопремию «Империя»: лучший мужской дебют (Доминик Купер)

## Саундтрек
Саундтрек состоит из британских хитов 70-х и 80-х годов о любви и романтике:

| - The Cure — In Between Days - The Psychedelic Furs — Love My Way - Black — Wonderful Life - The Buzzcocks — Ever Fallen In Love (With Someone You Shouldn’t 've) - The Cure — Six Different Ways - Yazoo — Situation - Motörhead — Ace of Spades | - The Cure — Love Song - Kate Bush — The Man With The Child In His Eyes - The Cure — Pictures of You - Echo & The Bunnymen — Do It Clean - Tears for Fears — The Hurting - The Cure — Boys Don't Cry - The Style Council — Long Hot Summer | - The Smiths — Please, Please, Please, Let Me Get What I Want - New Order — Blue Monday - Wham! — I’m Your Man - Bananarama — Venus - The Undertones — Teenage Kicks |